# Blåsvart eufonia
Blåsvart eufonia (Euphonia cayennensis) är en fågel i familjen finkar inom ordningen tättingar.

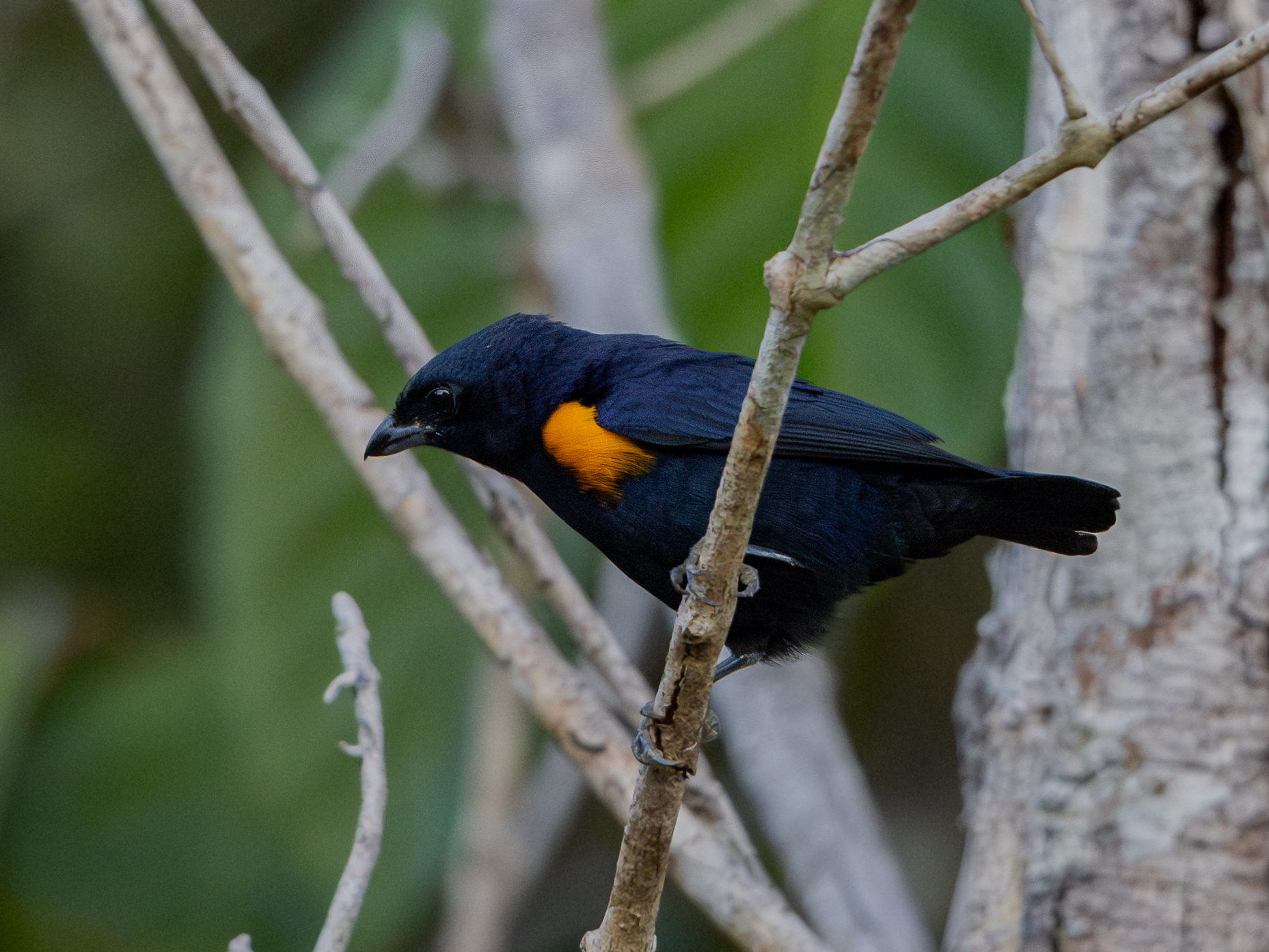

## Utseende och läte
Blåsvart eufonia är en liten tangaraliknande fink. Hanen verkar vanligen helt svart. På bröstsidorna har den guldfärgade fjädertofsar, men dessa kan vara mycket svår att se i fält. Honan är grön ovan med ordentligt grått under. Den liknar hona vittyglad eufonia, men är prydligare tecknad och har grått, ej gult, på undre stjärttäckare. Vanligaste lästet är ett högljutt och raspigt tjattrande.

## Utbredning och systematik
Fågeln förekommer i tropiska sydöstra Venezuela, Guyana och östra Amazonområdet i Brasilien. Den behandlas som monotypisk, det vill säga att den inte delas in i några underarter.

### Familjetillhörighet
Tidigare behandlades släktena Euphonia och Chlorophonia som tangaror, men DNA-studier visar att de tillhör familjen finkar, där de tillsammans är systergrupp till alla övriga finkar bortsett från släktet Fringilla.

## Levnadssätt
Blåsvart eufonia hittas i trädtaket i regnskog. Den lever av frukt och ansluter ofta till kringvandrande artblandade flockar.

## Status och hot
Arten har ett stort utbredningsområde, men tros minska i antal, dock inte tillräckligt kraftigt för att den ska betraktas som hotad. Internationella naturvårdsunionen IUCN listar arten som livskraftig (LC).